# Salmonsens Konversationsleksikon
Salmonsens Konversationsleksikon è una enciclopedia in lingua danese pubblicata in diverse edizioni.

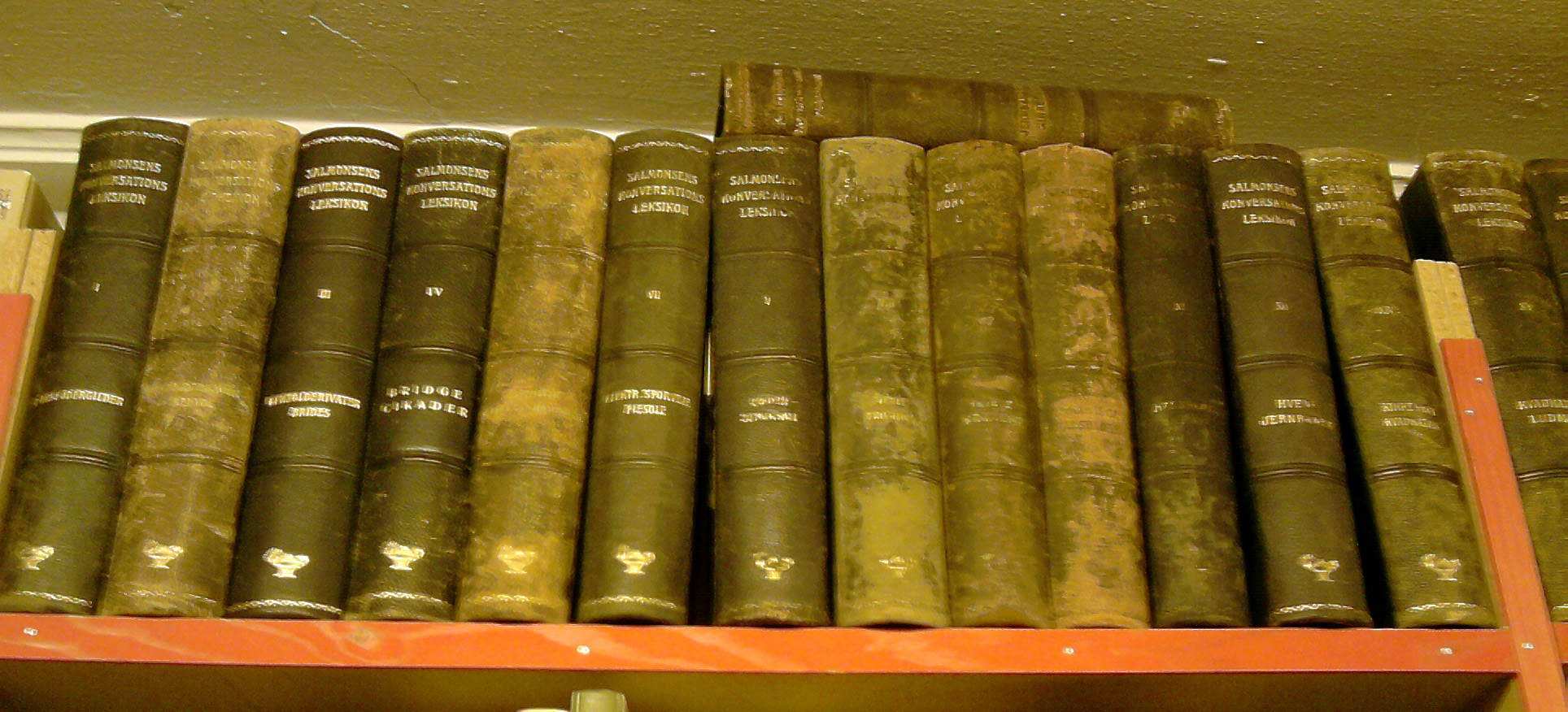
Metà dei libri della 2 edizione del Salmonsens Konversationsleksikon. I libri della seconda serie sono spesso irregolari, perché pubblicati durante e dopo la prima guerra mondiale, quando c'era una carenza di cuoio.

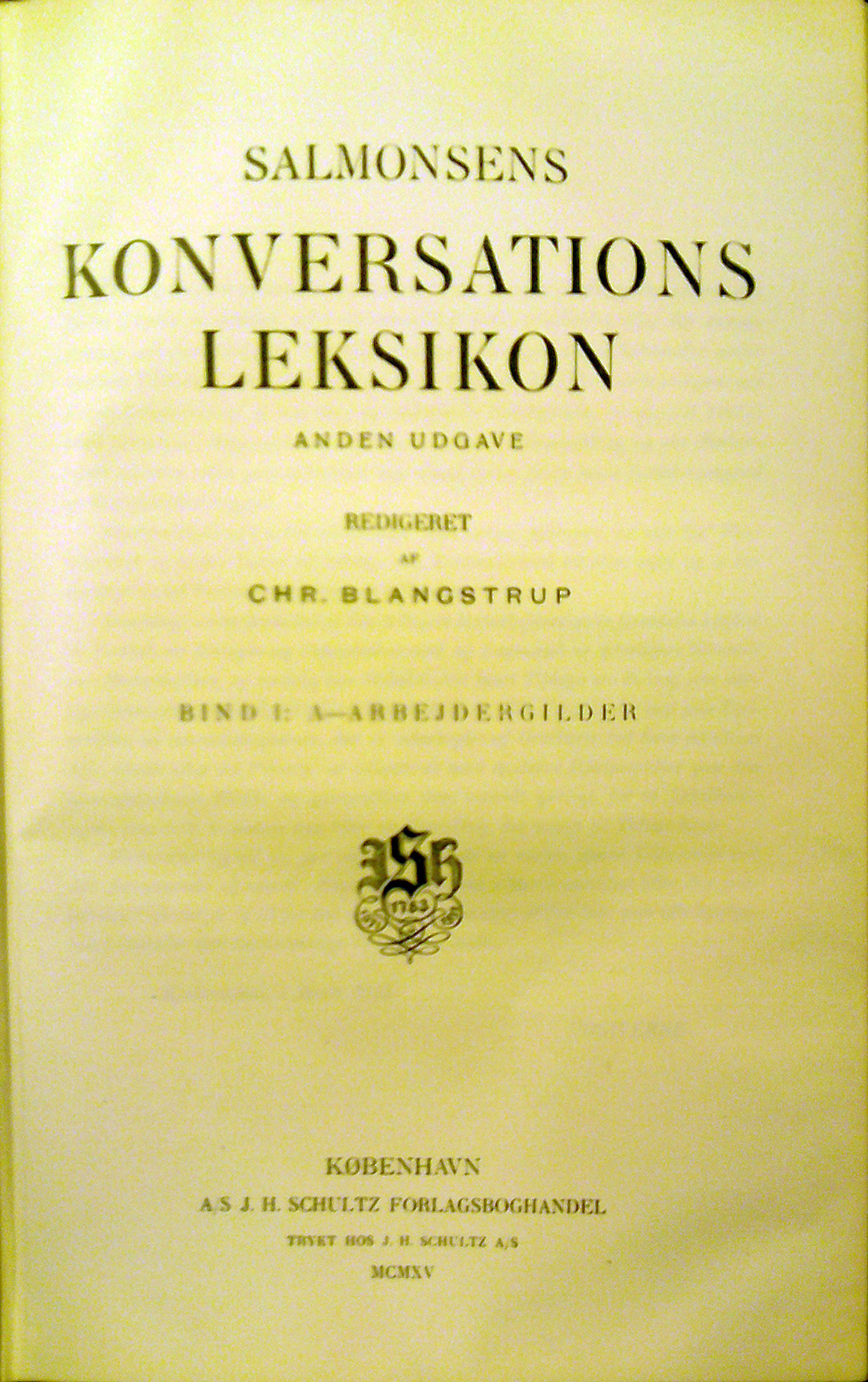
Il frontespizio del primo volume del Salmonsens Konversationsleksikon, 2ª edizione.

La prima edizione, Salmonsens Store Illustrerede Konversationsleksikon è stata pubblicata in diciannove volumi tra il 1893 e il 1911 presso la stamperia dei fratelli Salmonsen, e prende il nome dell'editore Isaac Salmonsen. La seconda edizione, Salmonsens Konversationsleksikon, è stata pubblicata in 26 volumi tra il 1915 e il 1930, sotto la direzione editoriale di Christian Blangstrup (volumi 1-21), e Johs. Brøndum-Nielsen e Palle Raunkjær (volumi 22-26), pubblicati da J. H. Schultz Forlagsboghandel.
La seconda edizione è public domain, ed è disponibile online presso il Projekt Runeberg.

## Edizioni
- Salmonsens Store Illustrerede Konversationsleksikon, 19 volumes, Copenaghen:Brødrene Salmonsen, 1893-1911
- Salmonsens Konversationsleksikon, 2nd edition, editors: Chr. Blangstrup (I-XXI), Johs. Brøndum-Nielsen and Palle Raunkjær (XXII-XXVI), 26 volumes, Copenaghen:J. H. Schultz Forlagsboghandel, 1915-1930.
- Den Lille Salmonsen, 3rd edition, 12 volumes, Copenaghen, 1937-1940.
- Salmonsen Leksikon-Tidsskrift (SLT), Copenaghen, 1941-1955. A series of booklets issued monthly.
- Den nye Salmonsen, 1 volume, Copenaghen, 1949.